# Hayna

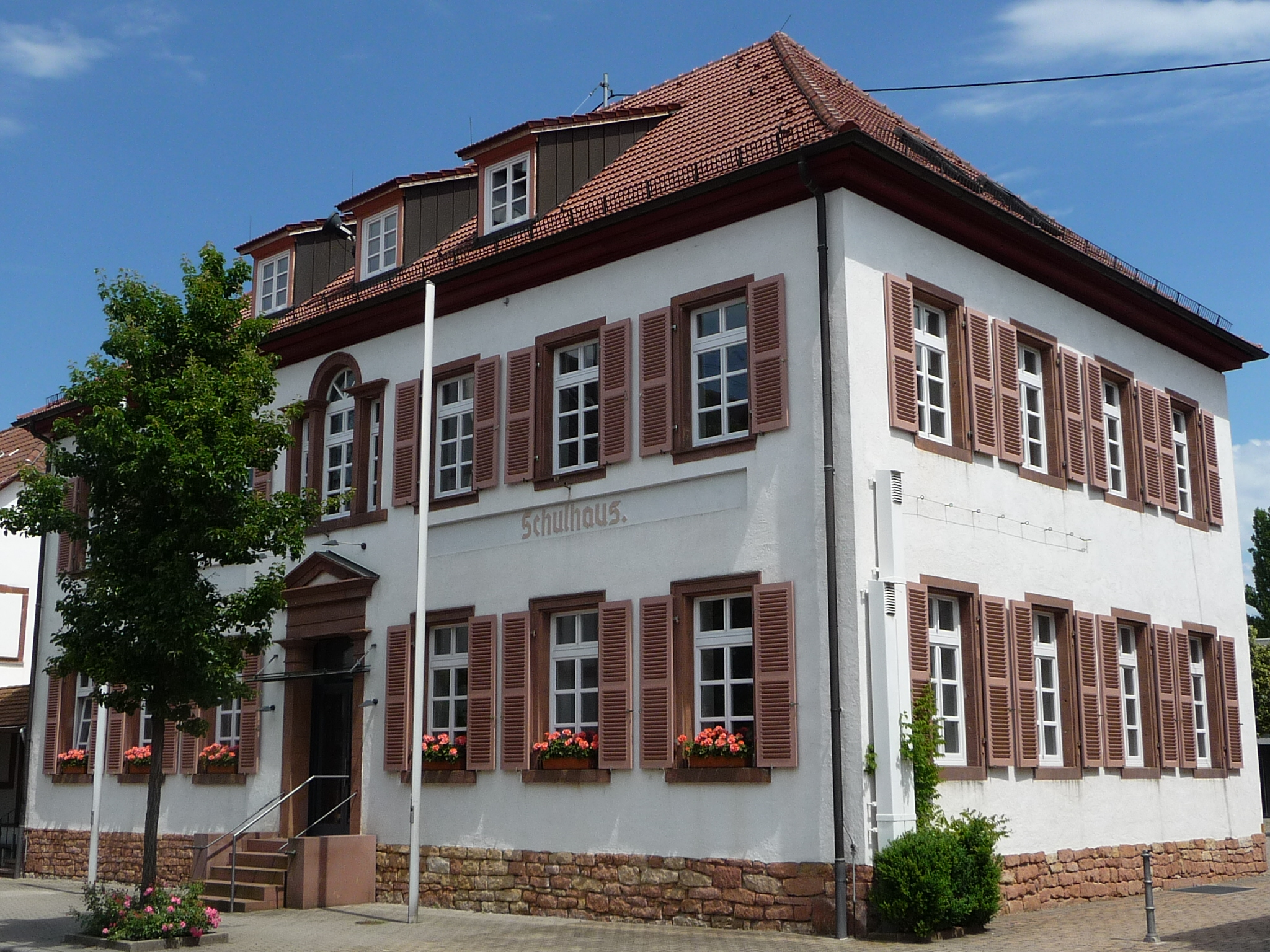
Altes Schulhaus in Hayna

Hayna ist seit 1974 ein Ortsteil und ein Ortsbezirk von Herxheim bei Landau/Pfalz. Es liegt ca. 2 km südlich von Herxheim.

## Geschichte
Im Jahre 1272 wird Hayna unter dem Namen Hegnehe erstmals urkundlich erwähnt.
Hayna wurde am 17. März 1974 nach Herxheim bei Landau/Pfalz eingemeindet. Damit war ein Wechsel vom Landkreis Germersheim zum damaligen Landkreis Landau-Bad Bergzabern (heute Landkreis Südliche Weinstraße) verbunden.

## Politik

### Ortsbeirat
Hayna ist der einzige Ortsbezirk der Gemeinde Herxheim. Der Ortsbeirat besteht aus 12 gewählten ehrenamtlichen Mitgliedern und dem Ortsvorsteher. Zuletzt wurde er bei der Kommunalwahl am 9. Juni 2024 neu gewählt.
Die Sitzverteilung im Ortsbeirat:
| Wahl | SPD | CDU | FWG | Gesamt   | Wahl- beteiligung |       |
| ---- | --- | --- | --- | -------- | ----------------- | ----- |
| 2024 | 1   | 7   | 4   | 12 Sitze | 74,1 %            | [ 3 ] |
| 2019 | 1   | 7   | 4   | 12 Sitze | 72,8 %            | [ 4 ] |
| 2014 | 1   | 8   | 3   | 12 Sitze | 63,7 %            | [ 5 ] |
| 2009 | 2   | 7   | 3   | 12 Sitze | 63,5 %            | [ 6 ] |
| 2004 | 2   | 8   | 2   | 12 Sitze | 68,0 %            | [ 7 ] |

### Ortsvorsteher
Markus Dudenhöffer (CDU) wurde am 26. Mai 2019 ohne Gegenkandidat mit 75,14 % zum Ortsvorsteher gewählt. Bei der Direktwahl am 9. Juni 2024 wurde er als einziger Bewerber mit einem Stimmenanteil von 74,7 % für weitere fünf Jahre in seinem Amt bestätigt.
Dudenhöffers Vorgängerin war von 2004 bis 2019 Rita Axtmann (CDU). Bei der Kommunalwahl am 25. Mai 2014 wurde sie ohne Gegenkandidat mit 80,56 % Zustimmung zum zweiten Mal wiedergewählt.

### Wappen
| Wappen von Hayna | Blasonierung: „In Blau zwei schräggekreuzte, oben einwärts gekrümmte und mit einem Querstück versehene goldene Stäbe, bewinkelt von vier sechsstrahligen silbernen Sternen.“ |
| Wappen von Hayna | Wappenbegründung: Das Wappen entspricht einem Gerichtssiegel aus 1721, aus dem Jahre 1733 überliefert (LA Speyer, E4 Nr. 883 fol. 2). Darin sind die Sterne Zeichen der Gerichtshoheit, die gekreuzten Stäbe hingegen sind als Hirtenstäbe zu deuten und weisen auf den heiligen Wendelin hin, den Patron der Pfarrkirche St. Wendelin zu Hatzenbühl, der die Kirche zu Hayna bei ihrer Errichtung 1719 als Filiale zugewiesen war. Nicht genehmigt, bis zur Auflösung der Ortsgemeinde gewohnheitsrechtlich geführt. |

## Kultur und Sehenswürdigkeiten

### Musik
Neben der Kultuskapelle gibt es den Kirchenchor und den Gesangverein Hayna.

### Sport
Der Turnverein 1913 unterhält einen Sportplatz an der Straße nach Herxheim.

### Bauwerke
Das Bürgerhaus, Fachwerkhäuser und Tabakschuppen prägen das Ortsbild. Hayna erhielt 1983 eine Goldmedaille beim Wettbewerb Unser Dorf soll schöner werden.

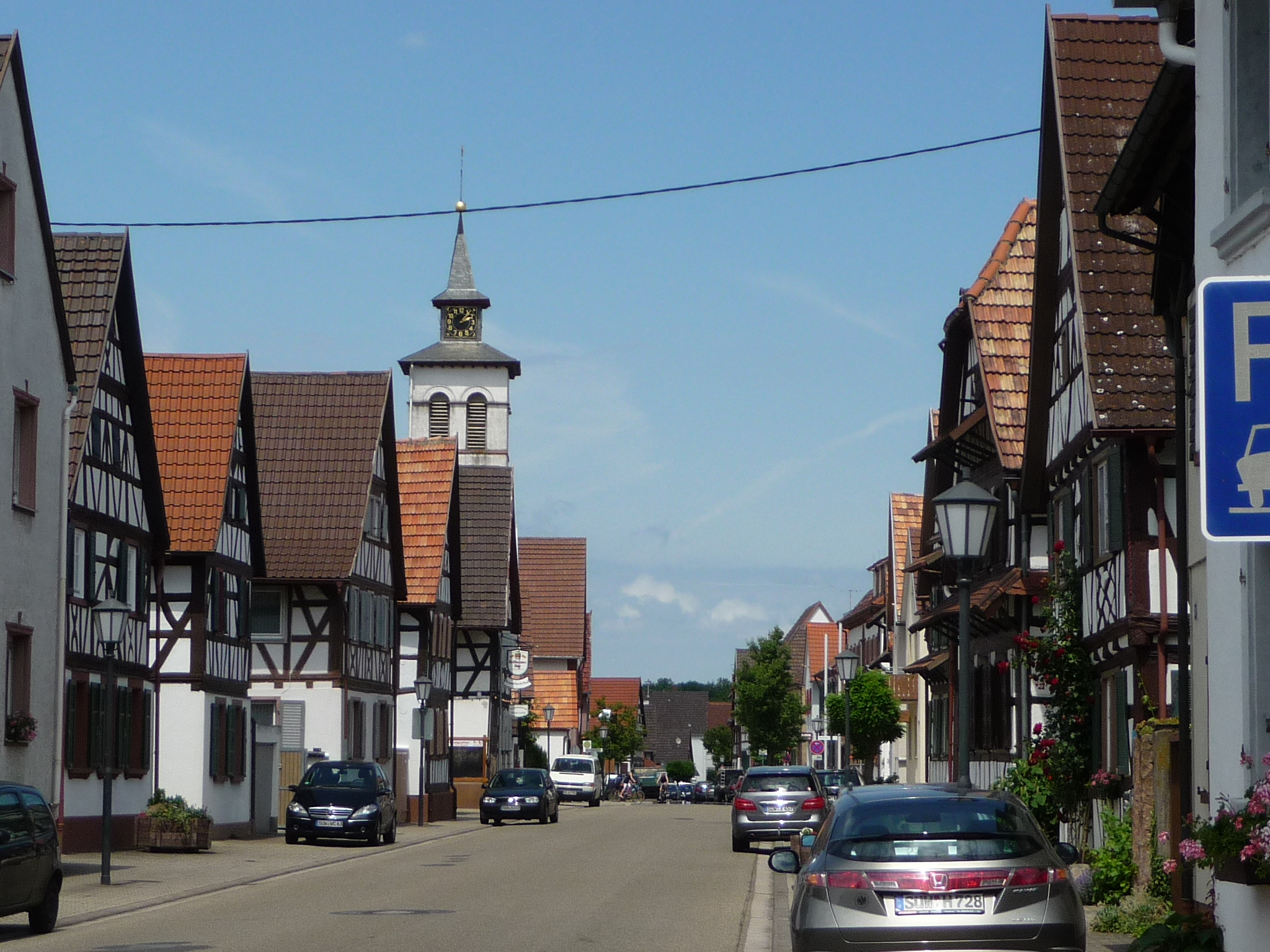
Straßenbild
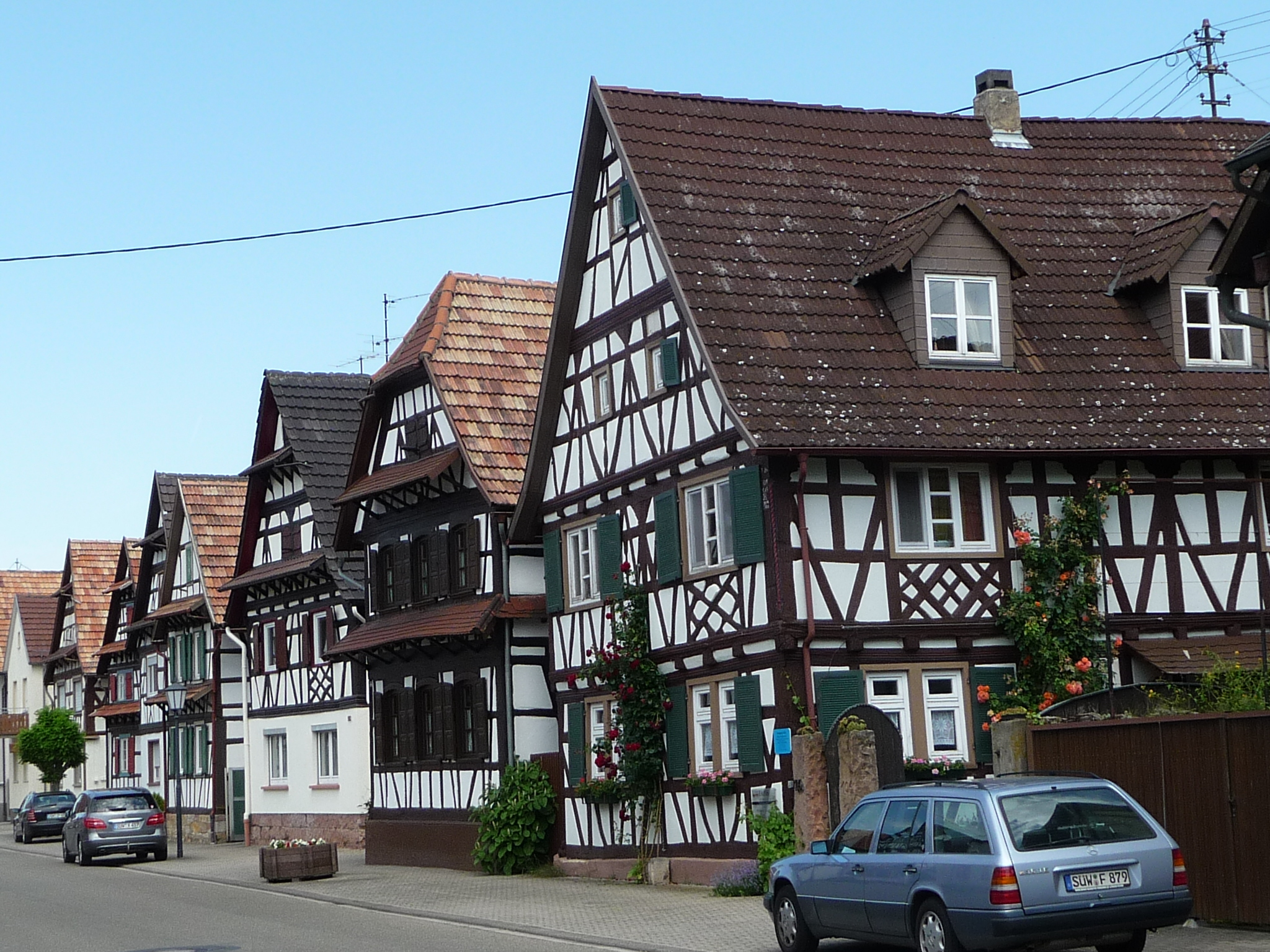
Straßenbild
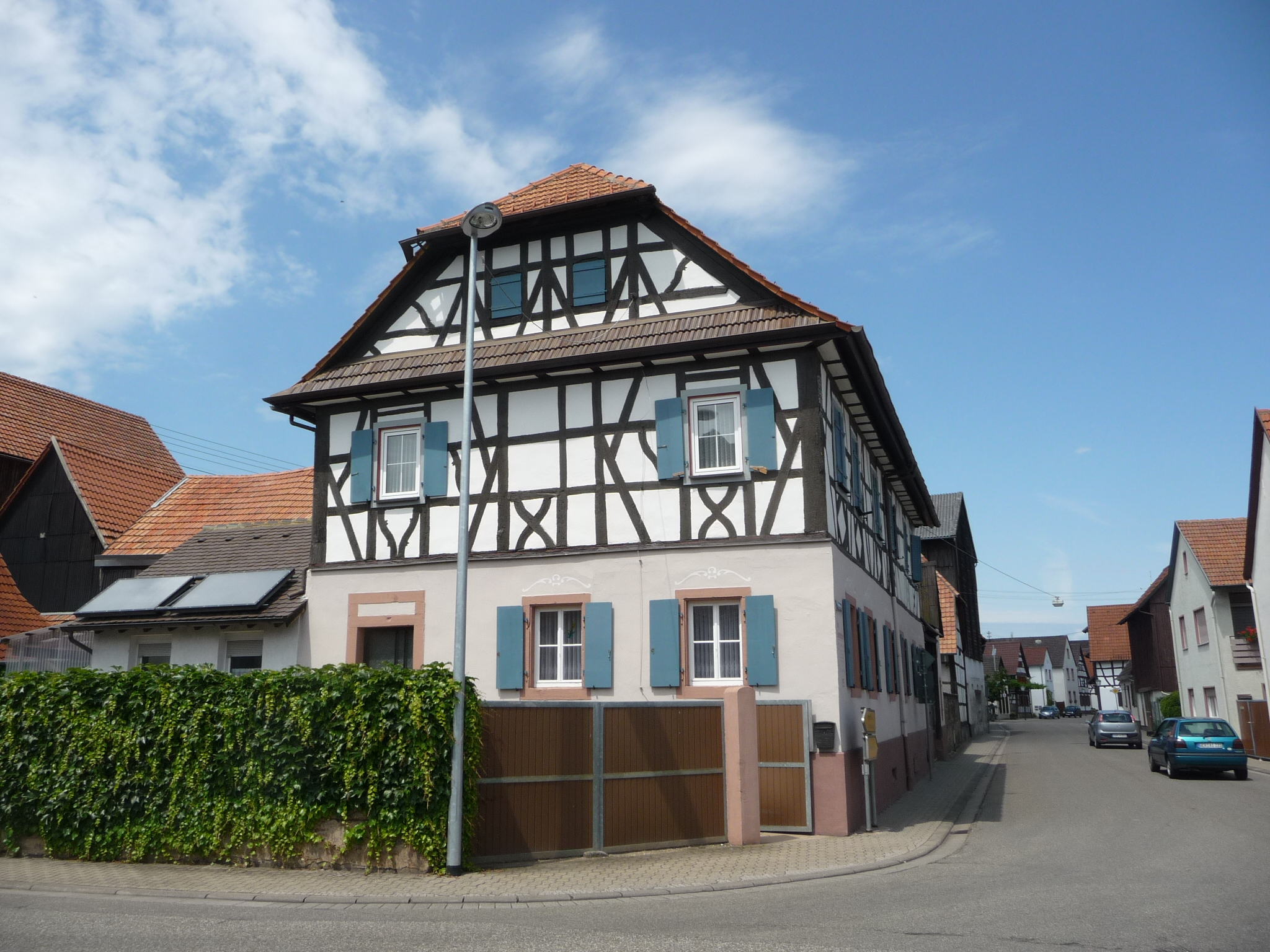
Haus
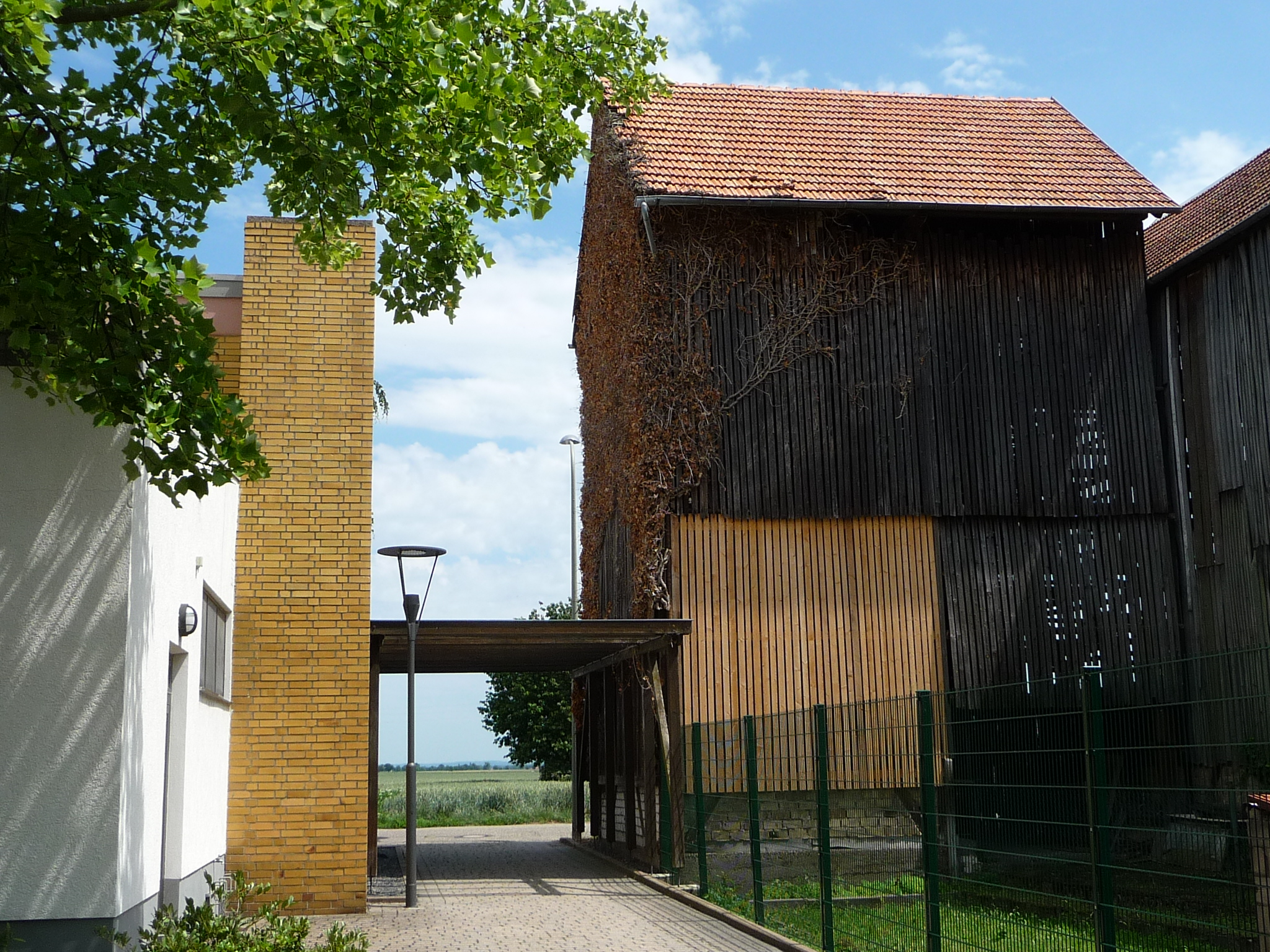
Tabakschuppen
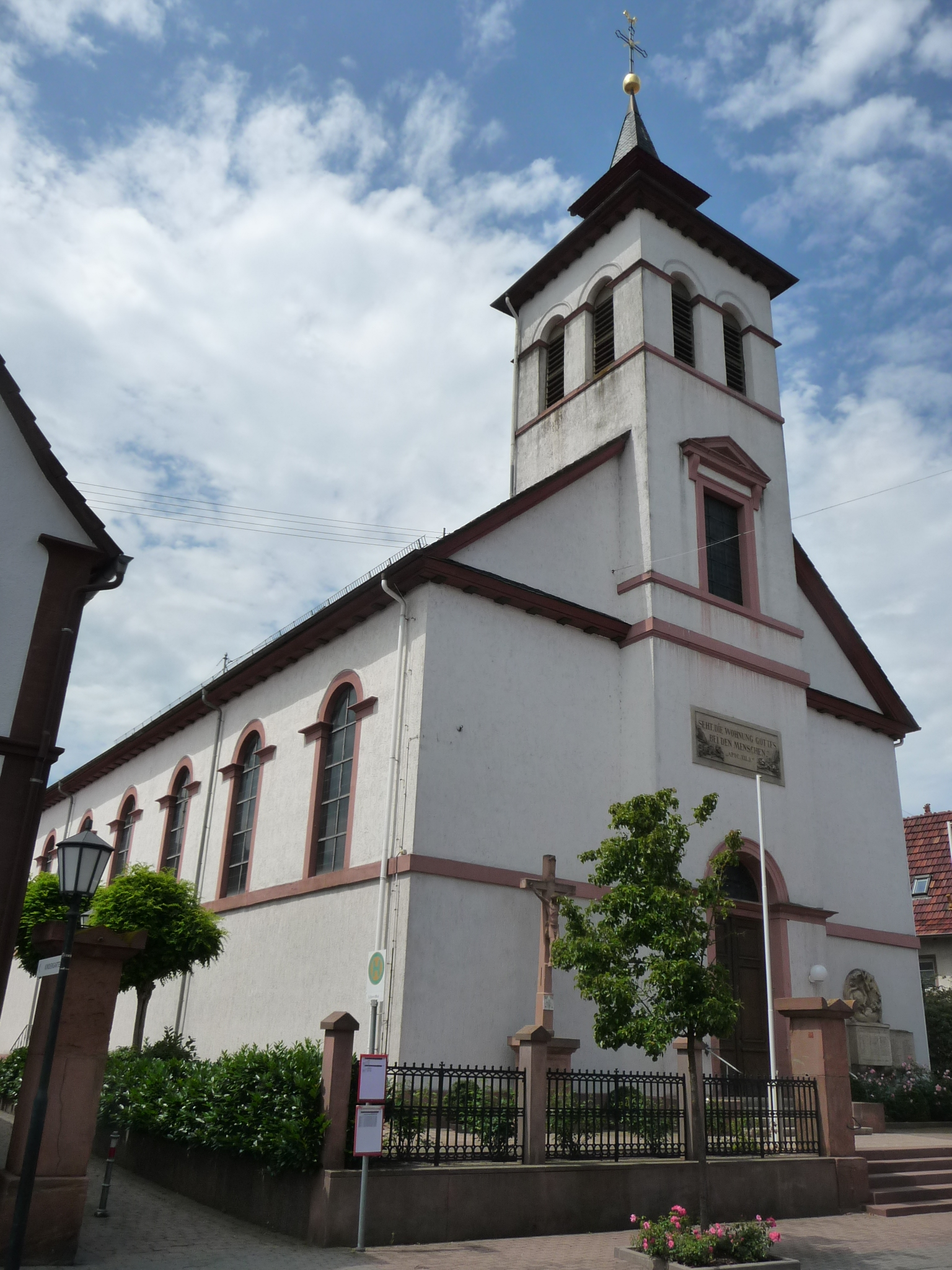
Kirche
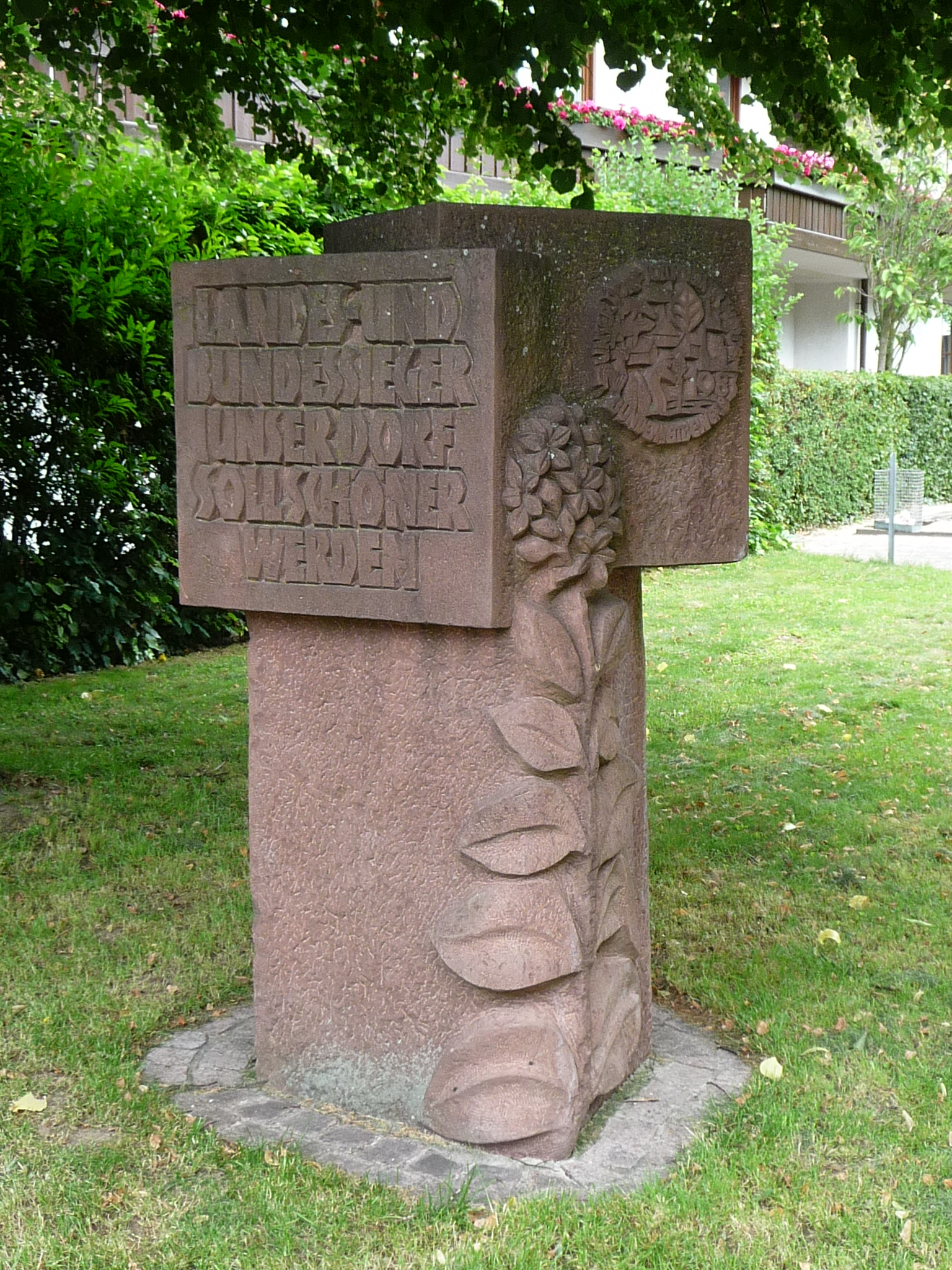
Gedenkstein
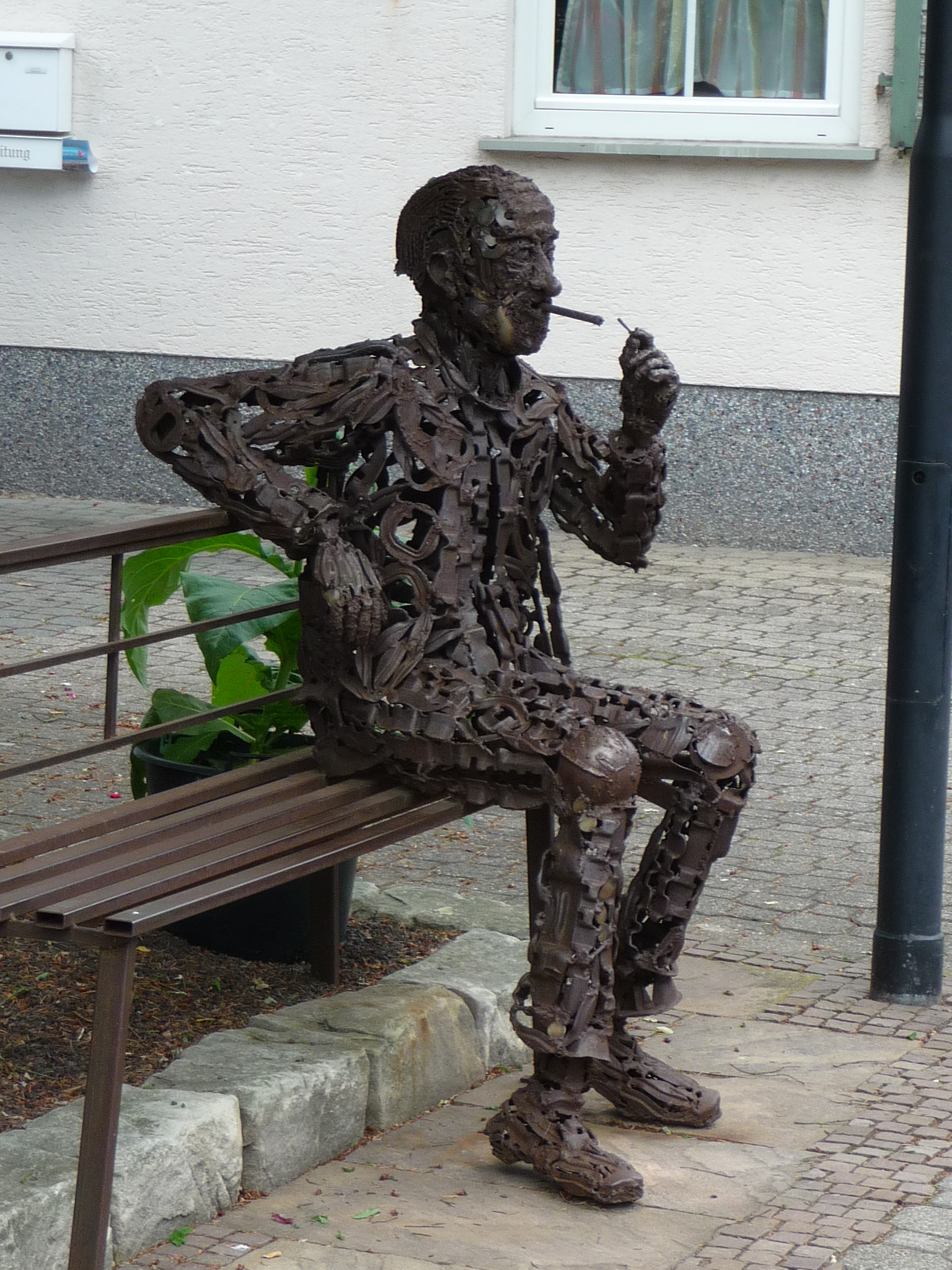
Raucherbank
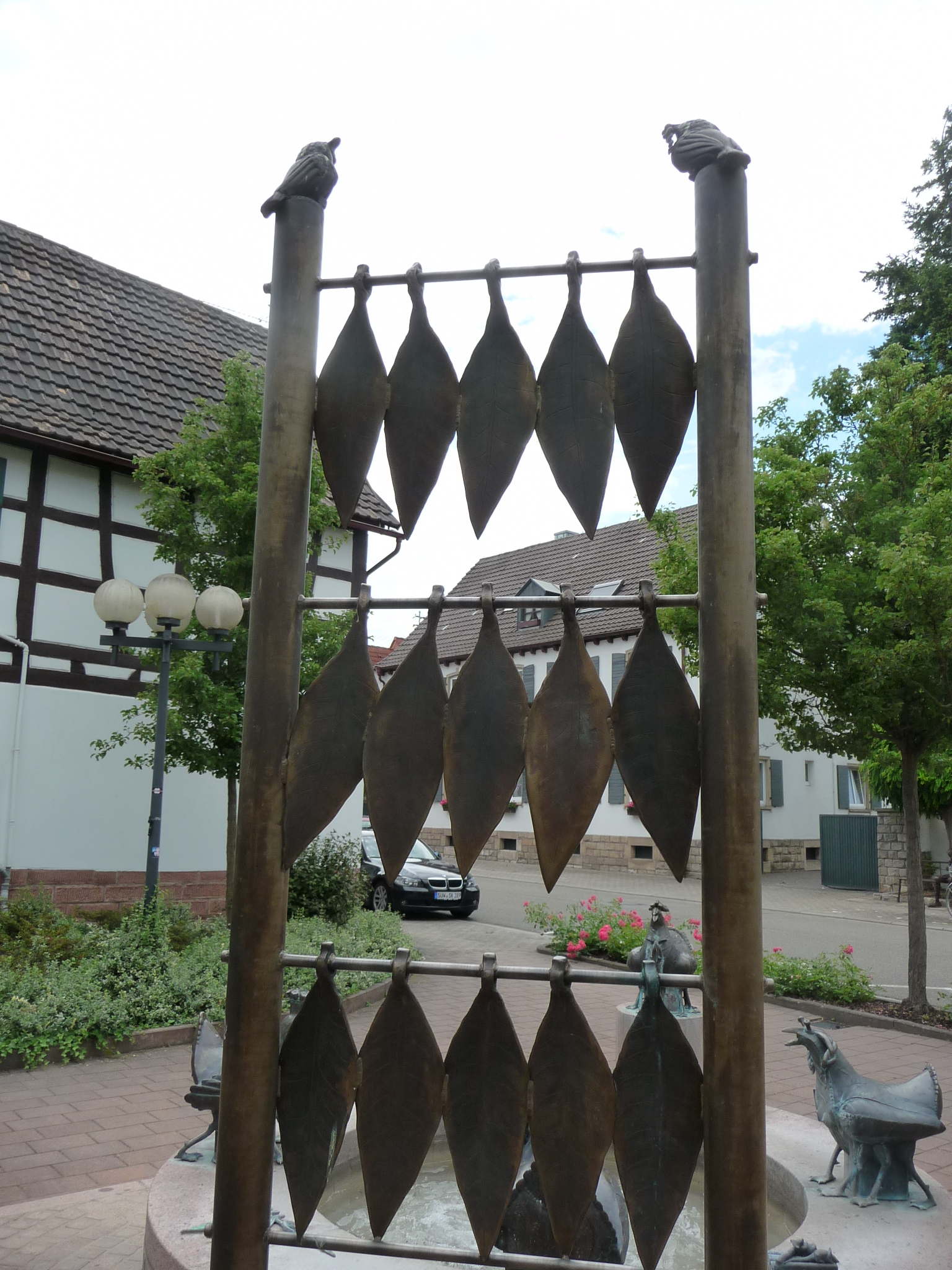
Tabakbrunnen

Siehe auch: Liste der Kulturdenkmäler in Hayna

## Wirtschaft
Eine Baumschule, der Raiffeisenmarkt, ein Nagel- und ein Frisörstudio bieten ihren Service an. Ebenso Beherbergungsbetriebe wie das Restaurant und Hotel Krone.

## Söhne und Töchter des Ortes
- Johann Valentin Metz (1745–1829); katholischer Priester, erster Dompropst und Generalvikar der 1818 neu errichteten Diözese Speyer
- Nikolaus Weigel (* 17. Dezember 1811 in Hayna, Rheinpfalz; † 17. Januar 1878 in München), Entwickler eines Besaitungssystems für die Schlagzither, Verfasser von Zitherschulen

## Verkehr
Hayna ist über die Buslinien 548 und 554 an das Nahverkehrsnetz angeschlossen. Erstere verbindet die beiden Bahnhöfe Kandel und Rheinzabern miteinander, letztere den Bahnhof Kandel mit Herxheim bei Landau/Pfalz.